# Antoni Mokrzycki

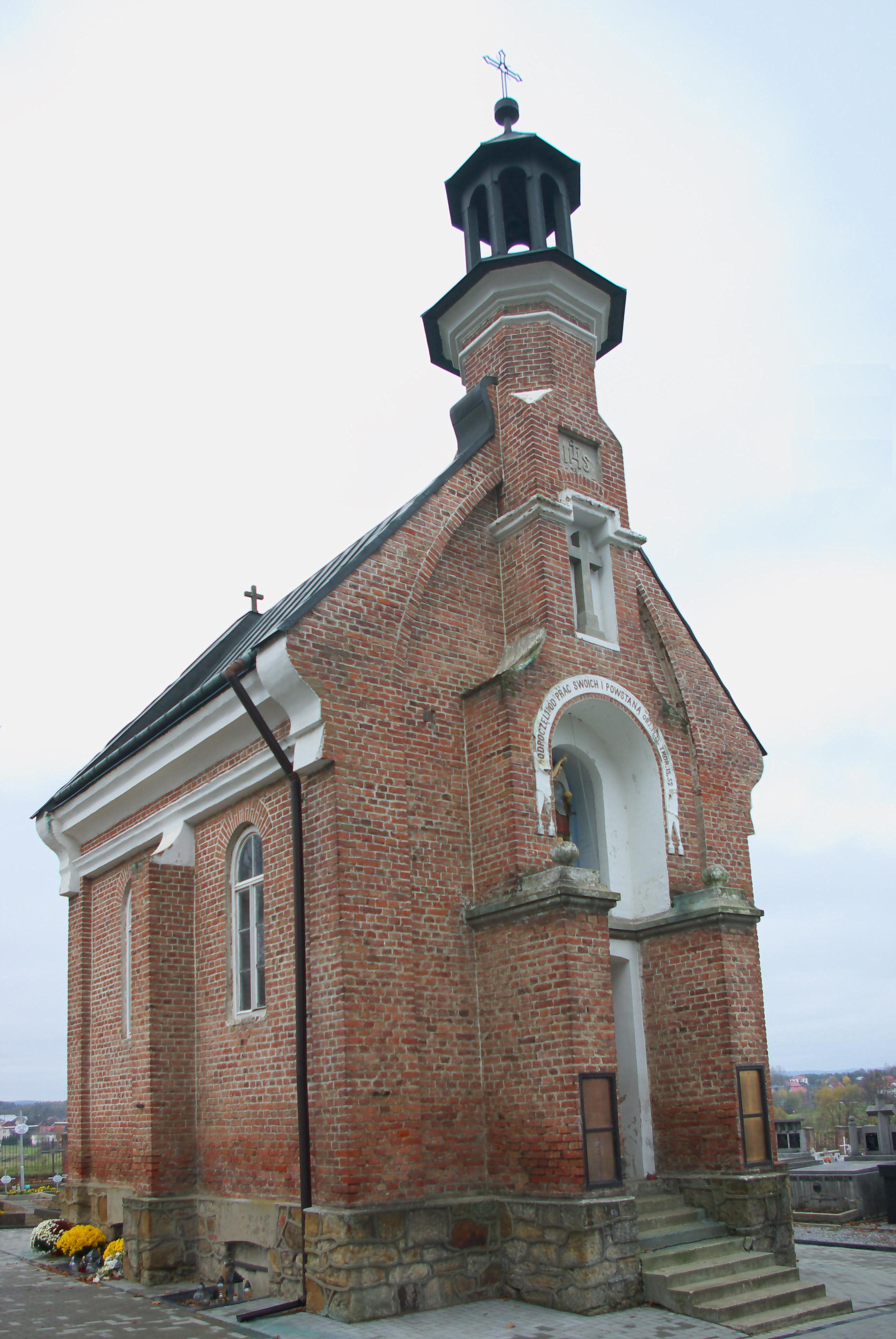
Kaplica grobowa jezuitów w Starej Wsi

Antoni Mokrzycki (ur. 8 października 1923 w Chodorowie, zm. 21 lutego 1982 w Starej Wsi) – polski duchowny katolicki, jezuita, rekolekcjonista, redaktor Polskiej Sekcji Radia Watykańskiego. 

## Życiorys
Do nowicjatu wstąpił 30 lipca 1946 w Starej Wsi, studiował filozofię na Wydziale Filozoficznym Towarzystwa Jezusowego w Krakowie (1948-1951), a następnie teologię w Warszawie (1952-1956). Święcenia kapłańskie przyjął 31 lipca 1956. W latach 1959–1962 był duszpasterzem akademickim i młodzieży we Wrocławiu, a w latach 1962-1966 przełożonym domu zakonnego we Wrocławiu przy alei Pracy. W latach 1968–1969 pracował w Polskiej Sekcji Radia Watykańskiego w Rzymie, po powrocie do kraju był rektorem kolegium zakonnego w Krakowie (1969-1972). Następnie pełnił funkcję ojca duchownego kleryków w kolegium w Starej Wsi oraz kapelana Sióstr Służebniczek NMP w Starej Wsi (1972-1974). W 1974 ponownie wyjechał do Rzymu do pracy w Radiu Watykańskim. Do kraju powrócił w 1976 i osiadł w jezuickim kolegium w Starej Wsi, gdzie ponownie objął funkcję ojca duchownego kleryków oraz kapelana Sióstr Służebniczek (1976-1982). Był bardzo cenionym kaznodzieją i rekolekcjonistą. W swoich rozważaniach często odwoływał się do myśli Soboru Watykańskiego II. Został pochowany w kaplicy grobowej jezuitów na cmentarzu w Starej Wsi.